# Euthalia phasiana
Euthalia phasiana är en fjärilsart som beskrevs av Butler 1884. Euthalia phasiana ingår i släktet Euthalia och familjen praktfjärilar. Inga underarter finns listade i Catalogue of Life.